# 저청초등학교
저청초등학교는 대한민국 제주특별자치도 제주시에 있는 공립 초등학교이다.

## 학교 연혁
- 1946년 3월 1일 저지국민학교 개교
- 1947년 3월 1일 청수국민학교 개교
- 1950년 5월 25일 양교 통합
- 1950년 6월 1일 저청국민학교 개교(3학급)

## 참고 자료
- 저청초등학교 - 한국교육학술정보원 학교알리미